# Мулен Руж! (фільм, 2001)
«Мулен Руж» (фр. Moulin Rouge, досл. «Червоний млин») — австралійсько-американський драматичний фільм-мюзикл 2001 року режисера База Лурмана, з Ніколь Кідман і Юеном Мак-Грегором у головних ролях. Картина завершила «Трилогію червоної завіси» Лурмана, до якої також увійшли «Тільки в танцювальній залі» і «Ромео + Джульєтта».
Стрічка відкрила 54-й Каннський кінофестиваль (2001), отримала схвальні відгуки критиків і глядачів, а також здобула низку нагород та номінацій, зокрема стала переможцем у двох номінаціях премії «Оскар» і в трьох — «Золотого глобусу».

## Сюжет
Події розгортаються у Парижі 1899 року. Молодий бідний поет Крістіан закохується у Сатін — куртизанку і зірку кабаре «Мулен Руж». Сатін також покохала хлопця, але, на вимогу власника кабаре Гарольда Зідлера, має бути з Герцогом, аби той фінансував постановку нової вистави, в якій їй відведена головна роль. Щоб бути разом з коханим, дівчина домовилася, щоб сценарій писав Крістіан, а також брав участь у роботі над новим проєктом. Зрештою Герцог про все здогадується і вирішує вбити суперника під час прем'єри вистави. Лихий задум Герцогові здійснити не вдалося, але саме на сцені, на руках у Крістіана, помирає, хвора на туберкульоз, Сатін.

## Історія створення
За зізнаннями самого База Лурмана, мюзикли він любить ще з дитинства і, після театру прийшовши у кінематограф, мав бажання колись зняти саме музичний фільм. Що ж стосується самої історії, то за основу для сюжету режисер взяв міф про Орфея, а за головну ідею — перехід від «юнацького ідеалізму» до дорослого життя:
|              | Я хотів пройти шляхом Орфея: показати перехід від юнацького ідеалізму до того, коли ти розумієш, що є речі більші за тебе — люди вмирають, деякі стосунки неможливі — і тебе це руйнує. Через рубці того досвіду, через ту втрату ти ростеш внутрішньо і духовно, і це вже шлях дорослий. Оригінальний текст (англ.) I was going to be walking through the Orphean journey, the transition of youthful idealism to when you realise that there are things bigger than you — people die, some relationships cannot be — and you are destroyed by that. The scars of that experience and that loss allow you to grow internally and spiritually, and that's the adult journey. |
| — Баз Лурман | |

Візит до кабаре «Мулен Руж» у Парижі надихнув режисера обрати його місцем подій для своєї картини, а зображаючи богемне життя саме в епоху змін 1890–1900 років, він хотів провести паралель із технологічними та культурними змінами, що мали місце наприкінці XX століття.

## Знімання
У перший день роботи над картиною помер батько База Лурмана, але режисер вирішив виробництво не зупиняти. Окрім декількох сцен у Мадриді, фільм було повністю знято у павільйонах «20th Century Fox» у Сіднеї (Австралія).
Знімання тривали з 9 листопада 1999 року по 13 травня 2000 року, на два тижні припинялися через травму виконавиці головної ролі: під час виконання одного з танцювальних номерів Ніколь Кідман зламала ребро. Взагалі за цей час актриса двічі ламала ребра, а під кінець знімання ще й травмувала коліно, то ж низку сцен грала, сидячи в інвалідному візку.
Розробка та виготовлення костюмів для фільму здійснювалися під керівництвом дружини База Лурмана, художника-постановника Кетрін Мартін. Щоб створити яскраві та привабливі образи, дизайнери інколи навмисне дозволили собі деякі історичні неточності у моді тих часів та вдалися до модернізації деяких вбрань, зокрема для дівчат кабаре. Натхненниками стилю головної героїні стали фатальні жінки, голлівудські акторки Марлен Дітріх, Мерилін Монро та Грета Гарбо.
Спеціально для цієї стрічки й, власне, для героїні Ніколі Кідман, австралійський ювелір Стефано Кантурі створив коштовне кольє «Сатін» з платини та 1308 діамантів, вагою 134 карати. Кольє було оцінено в 1 млн доларів США і занесено до Книги рекордів Гіннеса, як найкоштовніший за всю історію кінематографа, ювелірний вибір, виготовлений безпосередньо для фільму.

## Ролі виконували
- Ніколь Кідман — Сатін
- Юен Мак-Грегор — Крістіан
- Джим Бродбент — Гарольд Зідлер
- Річард Роксбург — Герцог
- Джон Легвізамо — Анрі Тулуз-Лотрек
- Гаррі Макдональд — Лікар
- Кайлі Міноуг — Зелена Фея
- Яцек Коман — Безтямний аргентинець
- Наталі Мендоза — Китайська лялечка

## Цікаві факти
- Поміж інших, на роль Крістіана пробувалися Гіт Леджер та Джейк Джилленгол, а на роль Сатін — Кортні Лав[10].
- Баз Лурман хотів ускладнити образ Зеленої Феї й показати її метаморфоз від невинності до демонічності: основну частину пісні The sound of music виконує Кайлі Міноуг, а крик наприкінці належить Оззі Осборну[11].

## Музика
В основі музичного супроводу картини — кавер-версії поп та рок-хітів XX століття, зокрема: «Smells Like Teen Spirit» гурту Nirvana, «Nature Boy» Девіда Бові, «Material Girl» і «Like A Virgin» Мадонни, «The Show Must Go On» гурту Queen, «Your Song» Елтона Джона, «Roxanne» гурту The Police та багато інших. Винятком стала лише одна пісня — «Come what may», хоча і її попередньо було написано не для цього фільму, а для «Ромео + Джульєтта».
До запису було залучено низку провідних музикантів світу, Ніколь Кідман і Юен Мак-Грегор виконували свої вокальні партії самостійно.
|                                                                         | Звучання Юена Мак-Грегора — це щось середнє між Фредді Мерк'юрі та Елтоном Джоном, а у Ніколь — найсексуальніший, мелодійний голос Мерилін Монро, але більш потужний. |
| — Карін Ратчман, виконавчий продюсер альбому з саундтреком «Мулен Руж!» | |

Альбом із саундтреком фільму було випущено двома частинами:
- «Moulin Rouge! Music from Baz Luhrmann's Film» — 8 травня 2001[12]

| Список треків | Список треків                | Список треків                                                                | Список треків |
| #             | Назва                        | Виконавці                                                                    | Тривалість    |
| ------------- | ---------------------------- | ---------------------------------------------------------------------------- | ------------- |
| 1.            | «Nature Boy»                 | Девід Боуї                                                                   | 3:25          |
| 2.            | «Lady Marmalade»             | Крістіна Агілера, Lil' Kim, Майя Харрісон, Pink                              | 4:24          |
| 3.            | «Because We Can»             | Фетбой Слім                                                                  | 3:27          |
| 4.            | «Sparkling Diamonds»         | Джим Бродбент, Ніколь Кідман, Наталі Мендоза, Лара Малкагі, Керолін О'Коннор | 2:52          |
| 5.            | «Rhythm of the Night»        | Валерія                                                                      | 3:49          |
| 6.            | «Your Song»                  | Юен Мак-Грегор, Алессандро Сафіна                                            | 3:38          |
| 7.            | «Children of the Revolution» | Боно, Гевін Фрайдей, Мауріс Сізер                                            | 2:59          |
| 8.            | «One Day I'll Fly Away»      | Ніколь Кідман                                                                | 3:18          |
| 9.            | «Diamond Dogs»               | Бек Гансен                                                                   | 4:34          |
| 10.           | «Elephant Love Medley»       | Джеймі Аллен, Юен Мак-Грегор, Ніколь Кідман                                  | 4:13          |
| 11.           | «Come What May»              | Юен Мак-Грегор, Ніколь Кідман                                                | 4:48          |
| 12.           | «El Tango de Roxanne»        | Хосе Феліціано, Яцек Коман, Юен Мак-Грегор                                   | 4:43          |
| 13.           | «Complainte de la Butte»     | Руфус Вейнрайт                                                               | 3:05          |
| 14.           | «Hindi Sad Diamonds»         | Ніколь Кідман, Джо Легуаб, Джон Легуізамо, Алка Ягнік                        | 3:28          |
| 15.           | «Nature Boy»                 | Massive Attack, Девід Боуї                                                   | 4:08          |
| 56:51         |                              |                                                                              |               |

- «Moulin Rouge! Music from Baz Luhrmann's Film, Vol. 2» — 26 лютого 2002[15]

| Список треків | Список треків               | Список треків                                                                                              | Список треків |
| #             | Назва                       | Виконавці                                                                                                  | Тривалість    |
| ------------- | --------------------------- | --- | ------------- |
| 1.            | «Your Song»                 | Крейг Армстронг                                                                                            | 2:28          |
| 2.            | «Sparkling Diamonds»        | Джим Бродбент, Ніколь Кідман, Наталі Мендоза, Лара Малкагі, Керолін О'Коннор                               | 2:52          |
| 3.            | «One Day I'll Fly Away»     | Ніколь Кідман                                                                                              | 5:10          |
| 4.            | «The Pitch»                 | Джим Бродбент, Ніколь Кідман, Яцек Коман, Джон Легуізамо, Гаррі Макдональд, Юен Мак-Грегор, Едвін Роксбург | 2:50          |
| 5.            | «Come What May»             | Юен Мак-Грегор, Ніколь Кідман                                                                              | 4:38          |
| 6.            | «Like A Virgin»             | Джим Бродбент, Річард Роксбург, Ентоні Вей                                                                 | 3:10          |
| 7.            | «Meet Me In The Red Room»   | Ам'єль | 2:38          |
| 8.            | «Your Song»                 | | 4:55          |
| 9.            | «The Show Must Go On»       | Джим Бродбент, Ніколь Кідман, Ентоні Вей                                                                   | 3:04          |
| 10.           | «Ascension/Nature Boy»      | Юен Мак-Грегор                                                                                             | 4:09          |
| 11.           | «Closing Credits: "Bolero"» | Саймон Стендідж                                                                                            | 6:53          |
| 42:47         |                             | |               |

Альбом «Moulin Rouge! Music from Baz Luhrmann's Film» став двічі платиновим у США та п'ятикратно платиновим в Австралії. У декількох музичних рейтингах він зайняв першу позицію або ж увійшов до першої п'ятірки.
| Чарт (2001)                   | Вища позиція |
| ----------------------------- | ------------ |
| ARIA Australian Top 50 Albums | 1            |
| Austrian Albums Chart         | 4            |
| Ultratop Flanders 50 albums   | 3            |
| Ultratop Wallonia 50 albums   | 2            |
| Danish Albums Chart           | 4            |
| French Albums Chart           | 4            |
| New Zealand Albums Chart      | 1            |
| Norwegian Albums Chart        | 5            |
| US Billboard 200              | 3            |

## Нагороди та номінації
Картина отримала численну кількість нагород та номінацій (76 та 82 відповідно), а також схвальні відгуки критиків і глядачів. За рецензіями рейтинг стрічки на Rotten Tomatoes склав 76 %, сайт IMDb зібрав на неї у своїй базі понад 2000 рецензій. 2006 року її занесено до списку найкращих американських фільмів-мюзиклів за версією Американського інституту кіномистецтва.
| Рік  | Нагорода                                    | Категорія                                                                                | Номінант                                                                                | Результат |
| ---- | ------------------------------------------- | ---------------------------------------------------------------------------------------- | --------------------------------------------------------------------------------------- | --------- |
| 2001 | Каннський кінофестиваль                     | Золота пальмова гілка                                                                    | Баз Лурман                                                                              | Номінація |
| 2001 | Нагорода Національної ради кінокритиків США | Найкращий фільм                                                                          |                                                                                         | Перемога  |
| 2001 | Нагорода Національної ради кінокритиків США | Найкращий актор другого плану                                                            | Джим Бродбент                                                                           | Перемога  |
| 2001 | Нагорода Національної ради кінокритиків США | Найкращі десять фільмів                                                                  |                                                                                         | Перемога  |
| 2002 | Премія «Оскар»                              | Найкращий фільм                                                                          | Мартін Браун, Баз Лурман, Фред Барон                                                    | Номінація |
| 2002 | Премія «Оскар»                              | Найкраща жіноча роль                                                                     | Ніколь Кідман                                                                           | Номінація |
| 2002 | Премія «Оскар»                              | Найкраща операторська робота                                                             | Дональд Макальпін                                                                       | Номінація |
| 2002 | Премія «Оскар»                              | Найкраща робота художника-постановника, художника-декоратора                             | Кетрін Мартін (постановник), Бріджит Брош (декоратор)                                   | Перемога  |
| 2002 | Премія «Оскар»                              | Найкращий дизайн костюмів                                                                | Кетрін Мартін, Енгус Стретай                                                            | Перемога  |
| 2002 | Премія «Оскар»                              | Найкращий монтаж                                                                         | Джилл Білкок                                                                            | Номінація |
| 2002 | Премія «Оскар»                              | Найкращий грим                                                                           | Мауріціо Сільві, Альдо Синьйоретті                                                      | Номінація |
| 2002 | Премія «Оскар»                              | Найкращий звук                                                                           | Енді Нельсон, Ганна Бельмер, Роджер Севедж, Гунтіс Сікс                                 | Номінація |
| 2002 | Премія «Золотий глобус» (60-та церемонія)   | Найкращий фільм — комедія або мюзикл                                                     |                                                                                         | Перемога  |
| 2002 | Премія «Золотий глобус» (60-та церемонія)   | Найкраща чоловіча роль — комедія або мюзикл                                              | Юен Мак-Грегор                                                                          | Номінація |
| 2002 | Премія «Золотий глобус» (60-та церемонія)   | Найкраща жіноча роль — комедія або мюзикл                                                | Ніколь Кідман                                                                           | Перемога  |
| 2002 | Премія «Золотий глобус» (60-та церемонія)   | Найкращий режисер                                                                        | Баз Лурман                                                                              | Номінація |
| 2002 | Премія «Золотий глобус» (60-та церемонія)   | Найкраща музика до фільму                                                                | Крейг Армстронг                                                                         | Перемога  |
| 2002 | Премія «Золотий глобус» (60-та церемонія)   | Найкраща пісня до фільму                                                                 | Девід Баервалд («Come What May»)                                                        | Номінація |
| 2002 | Премія БАФТА у кіно (2002)                  | Найкращий фільм                                                                          | Мартін Браун, Баз Лурман, Фред Барон                                                    | Номінація |
| 2002 | Премія БАФТА у кіно (2002)                  | Найкращий оригінальний сценарій                                                          | Баз Лурман, Крейг Пірс                                                                  | Номінація |
| 2002 | Премія БАФТА у кіно (2002)                  | Найкраща чоловіча роль другого плану (кіно)                                              | Джим Бродбент                                                                           | Перемога  |
| 2002 | Премія БАФТА у кіно (2002)                  | Найкраща операторська робота                                                             | Дональд МакАльпін                                                                       | Номінація |
| 2002 | Премія БАФТА у кіно (2002)                  | Найкращий монтаж                                                                         | Джилл Білкок                                                                            | Номінація |
| 2002 | Премія БАФТА у кіно (2002)                  | Найкращі візуальні ефекти                                                                | Кріс Годфрі, Енді Браун, Натан МакГіннес, Браян Кокс                                    | Номінація |
| 2002 | Премія БАФТА у кіно (2002)                  | Найкращий звук                                                                           | Енді Нельсон, Ганна Бельмер, Роджер Севедж, Гунтіс Сікс, Гарет Вейндерхоуп, Ентоні Грей | Перемога  |
| 2002 | Премія БАФТА у кіно (2002)                  | Найкраща робота художника-постановника                                                   | Кетрін Мартін                                                                           | Номінація |
| 2002 | Премія БАФТА у кіно (2002)                  | Найкращий дизайн костюмів                                                                | Кетрін Мартін, Ангус Страті                                                             | Номінація |
| 2002 | Премія БАФТА у кіно (2002)                  | Найкращий грим та зачіски                                                                | Мауріціо Сільві, Альдо Сігноретті                                                       | Номінація |
| 2002 | Премія БАФТА у кіно (2002)                  | Премія Девіда Ліна за режисуру                                                           | Баз Лурман                                                                              | Номінація |
| 2002 | Премія БАФТА у кіно (2002)                  | Премія імені Ентоні Есквіта за музику до фільму                                          | Крейг Армстронг, Маріус Де Вріс                                                         | Перемога  |
| 2002 | Нагорода Греммі (44-а церемонія)            | Найкращий альбом, що є саундтреком до фільму, телебачення або іншого візуального подання |                                                                                         | Номінація |
| 2002 | MTV Movie Awards                            | Найкраще виконання (жіноча роль)                                                         | Ніколь Кідман                                                                           | Перемога  |
| 2002 | MTV Movie Awards                            | Найкраща музична сцена                                                                   | Ніколь Кідман, Юен Мак-Грегор                                                           | Перемога  |
| 2002 | MTV Movie Awards                            | Найкращий поцілунок                                                                      | Ніколь Кідман, Юен Мак-Грегор                                                           | Номінація |
| 2002 | MTV Movie Awards                            | Найкраща музична сцена                                                                   | Ніколь Кідман                                                                           | Номінація |
| 2002 | MTV Movie Awards                            | Найкраще епізодичне виконання                                                            | Кайлі Міноуг (Зелена Фея)                                                               | Номінація |